# Muhovac
Muhovac (en serbe cyrillique : Муховац ; en albanais : Muhoci) est un village de Serbie situé dans la municipalité de Bujanovac, district de Pčinja. En 2002, il comptait 570 habitants, dont 567 Albanais (99,47 %) et 2 Bosniaques (0,35 %).
En septembre 2011, l'assemblée des députés albanais de Preševo, Bujanovac et Medveđa a incité les Albanais de Serbie à boycotter le recensement prévu pour le mois d'octobre de cette année-là ; de ce fait, aucun chiffre de population n'a été communiqué pour les localités de la municipalité de Bujanovac.

## Démographie
| 1948 | 1953 | 1961 | 1971 | 1981 | 1991 | 2002 |
| ---- | ---- | ---- | ---- | ---- | ---- | ---- |
| 431  | 491  | 520  | 564  | 629  | 606  | 570  |

|  |